# Oecobius thar
Oecobius thar — вид павуків родини Oecobiidae. Описаний у 2023 році.

## Поширення
Ендемік Індії. Поширений у пустелі Тар на заході країни. Типові зразки виду знайдено у місті Сем в окрузі Джайсалмер у штаті Раджастхан.

## Опис
Розмір голотипу самця становить 1,77 мм, а паратипу самиці — 1,89 мм.